# كليفورد أوينز
كليفورد أوينز (بالإنجليزية: Clifford Owens)‏ هو فنان أمريكي، ولد في 1971 في بالتيمور في الولايات المتحدة.